# Duifjessteeg

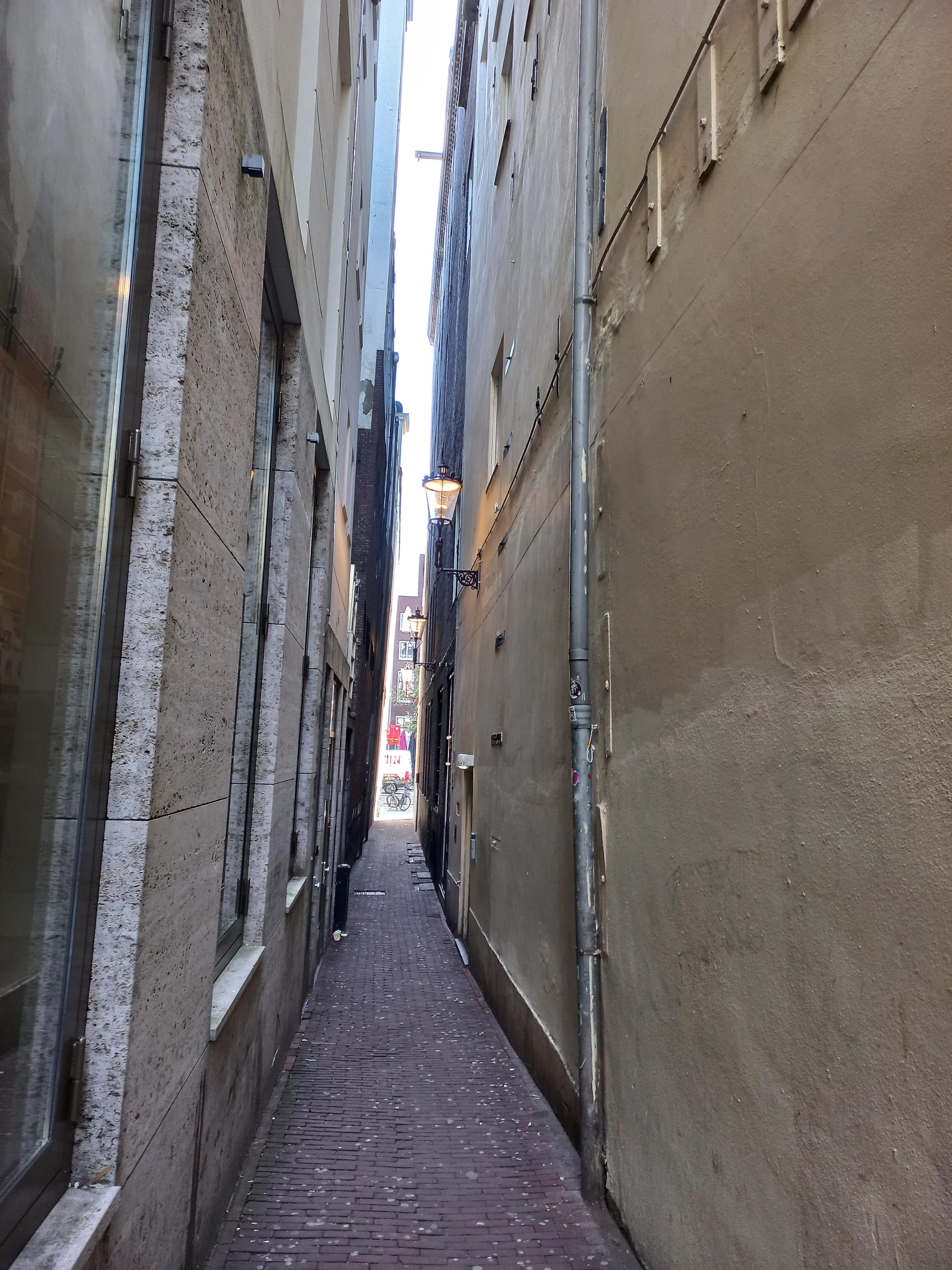
Midden van de Duifjessteeg (oktober 2024)

De Duifjessteeg is een steeg in het centrum van Amsterdam die van het Rokin naar de Kalverstraat loopt, waar de Sint Luciënsteeg erop aansluit. 
De steeg is vernoemd naar bierbrouwerij 't Duyfje. Deze bierbrouwerij werd geopend in 1580 en is gesloten in 1640. De naam "Duifjessteeg" komt al voor in akten uit de 17e eeuw.
In 1874 werd in de Kalverstraat op de hoek van de steeg Magazijn "De Duif" gevestigd, een winkel in mantels en stoffen. De winkel had succes en werd nagevolgd: landelijk zijn er onder onder deze naam soortgelijke winkels gevestigd, maar die hebben geen verband met de Amsterdamse zaak.
In de 19e en 20e eeuw (tot circa 21 februari 1934) voer hier een (kabel)pontje over het nog niet gedempte deel van het Rokin naar de Wijde Lombardsteeg.

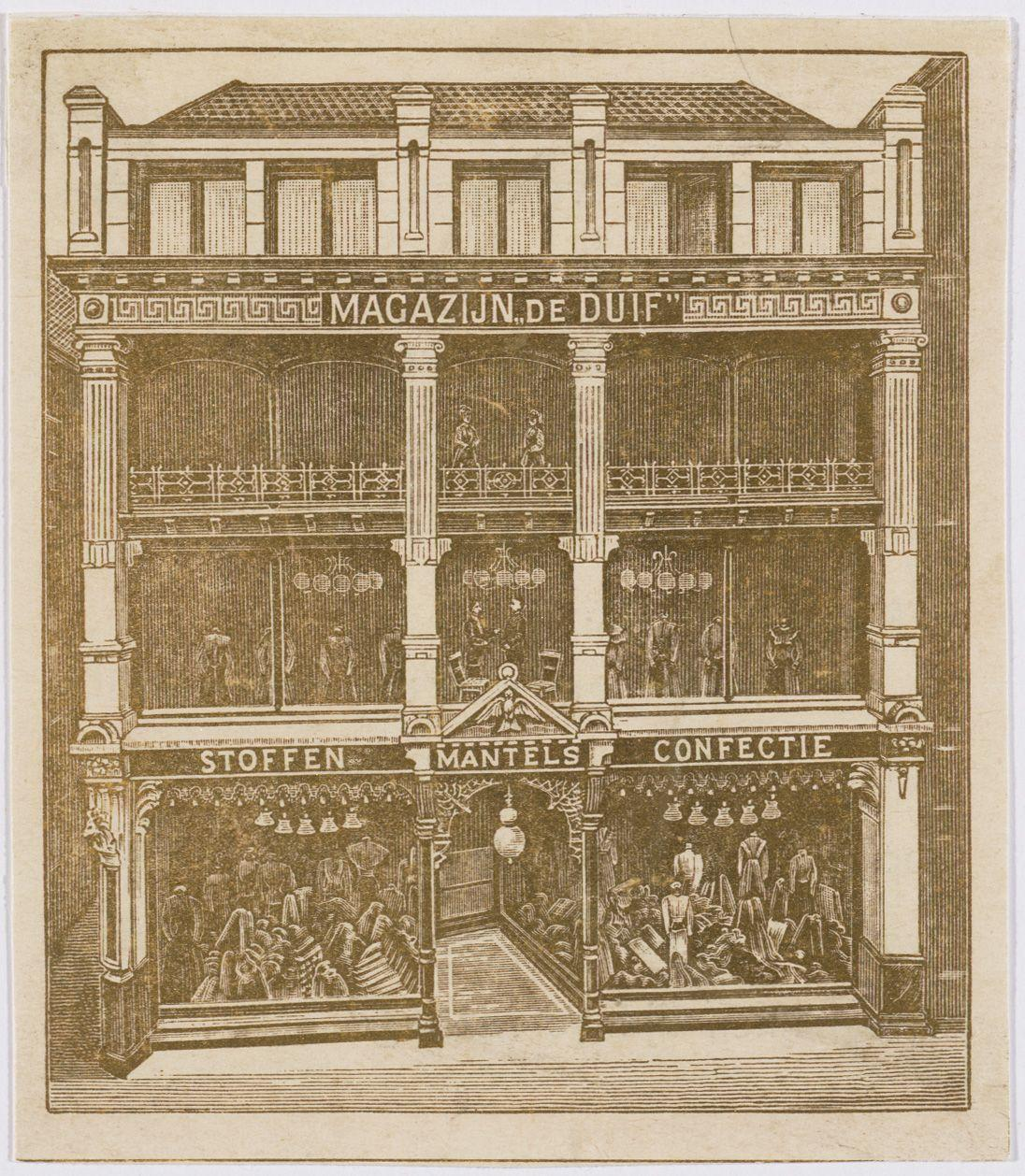
Magazijn "De Duif" omstreeks 1910. Links de Duifjessteeg.